# Jógácsára
A jógácsára (szó szerint "jóga gyakorlat"; "az, akinek a gyakorlata a jóga") a buddhista filozófia és pszichológia egy jelentős iskolája, amely a fenomenológiára és az ontológiára helyezi a hangsúlyt meditatív- és jógagyakorlatokon keresztül. A 4. század környéki indiai mahájána buddhizmussal azonosították, amelyhez hozzátartoztak a nem-mahájána dárstántika iskola (szautrántika) gyakorlói is.
A jogácsára irányzat magát a buddhista filozófiai értelemben a tan kerekének harmadik megforgatásaként definiálja az egyik első szútrájában (szandhiniromocsana). Az első megforgatás alatt a Buddha által kifejtett négy nemes igazságot és az abhidharma tanítást értik, míg a második alatt Nágárdzsuna ürességszemléletét. A jogácsára iskola véleménye azonban az volt, hogy ezek a tanítások nem elégségesek, így a helyes megértés és gyakorlás érdekében szükséges a tanok további kifejtése. Más vélemények szerint a dhrama kerekének újraforgatásai valójában a Buddha eredendő, esszenciális alaptanításának, a függő keletkezésnek egy-egy új szempontú megközelítései.
Az eredendő buddhai változat az élet pillanatról pillanatra való kibontakozásától egészen a kozmikus rend felépítésig nyújtott egyfajta magyarázatot a világ rendjére. A függő keletkezés buddhai magyarázataiban az alapvető tudatlanság (avidja) - a szubjektum és objektum vagy én és világ téves szétválasztása és megkülönböztetése - a lét téves szemléletének és a szenvedés alapja és így a függő keletkezés kiinduló pontja.
Nágárdzsuna mindezt azzal értelmezte újra, hogy a függő keletkezés minden tagját és az egész rendszert valójában csak az alapvető dualitást nélkülöző ürességtermészet megnyilvánulásának tekintette. A madhjamaka üresség természet szerint a függő keletkezésnek egyik tagja sem és ebből adódóan semmilyen jelenség sem értelmezhető önmagában, mivel semmi nem rendelkezik egy változatlan önléttel, azaz a jelenségek és dolgok csak kölcsönös függésben léteznek. Ha bármilyen jelenségnek lenne önléte, akkor arra nem gyakorolnának hatást az okság és változás törvényei, és ennek eredményeként lenne állandó. Végső soron ahhoz, hogy felismerjük a világ valódi természetét az összes mentális koncepciótól meg kell szabadulni – beleértve a függő keletkezést és ürességet is. Madhjamaka szempontból a függő keletkezés alapját képező tudatlanság (avidja) az alapvető ürességtermészet fel nem ismerése.
A jogácsára ezt az elképzelést úgy formálta át, hogy a függő keletkezést a nyolc tudat rendszerének tevékenységekként értelmezte. A jogácsára szerint az üresség két oldala az alany/tudat és a tárgy, ami egymás nélkül nem létezhet. Tehát az üresség ebben az esetben a két oldal egymástól való kölcsönös függése és megjelenése, aminek kiváltó közös oka, hogy tárháztudat (álaja-vidzsnyána) nem tiszta. A jogácsára filozófia értelemben a függő keletkezés alapját képező tudatlanságot (avidja) a tárháztudatban felhalmozódott időtlen karma csírák (bídzsa) képezik.

## Története
A jógácsára a madhjamaka mellett az indiai mahájána buddhizmus két fő filozófiai iskolája közé tartozik.

### Eredete
Masaaki (2005) szerint:  "a legelső jógácsára szöveg, a Szandhinirmocsana-szútra szerint Buddha elindította a 'tan kerekét' (Dharmacsakra) háromszor."  Így ez a szútra a jógácsára legfőbb tana, amely bevezette a dharma kerekének háromszori megforgatása paradigmát, annak tanaival együtt. A jógácsára szövegeket általánosságban a harmadik forgatás részének tekintik, a kapcsolódó szútrákkal együtt. A jógácsára iskola orientációja nagyjából megegyezik a páli nikáják (gyűjtemények) gondolkodásával.

### Aszanga és Vaszubandhu

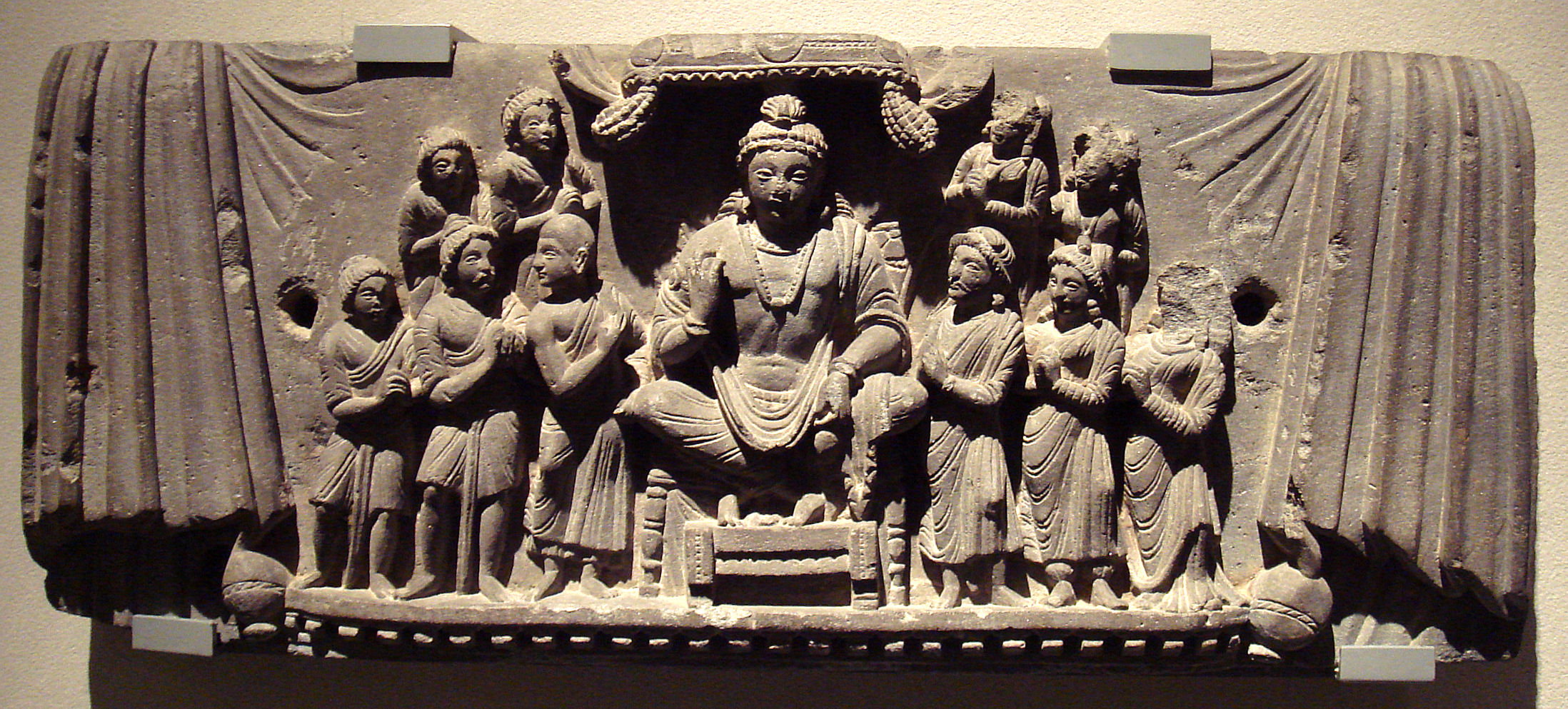
Maitréja bodhiszattva és tanítványai. Gandhára, 3. század.

A jógácsára két legfőbb alakja Aszanga és Vaszubandhu, brahmin féltestvérek voltak. Aszanga éveket töltött intenzív meditációval, amelyek során úgy tartják, hogy gyakran ellátogatott a Tusita mennyországba, hogy tanításokat kapjon Maitréja bodhiszattvától. Úgy tartják, hogy a mennyországokat el lehet érni meditáció révén. Ezekről írt Paramártha, 6. századi indiai buddhista szerzetes.
Aszanga írta meg a jógácsára tanok legfőbb szövegeit, úgy mint a Jógácsárabhúmi-sásztrát, a Mahájána-samgrahát, az Abhidharma-szamuccsaját és egyéb műveket, jóllehet vannak ellentmondások a kínai és a tibeti hagyományokban, hogy mely műveket tulajdonítják neki és melyeket Maitréjának.

### A jógácsára Kelet-Ázsiában

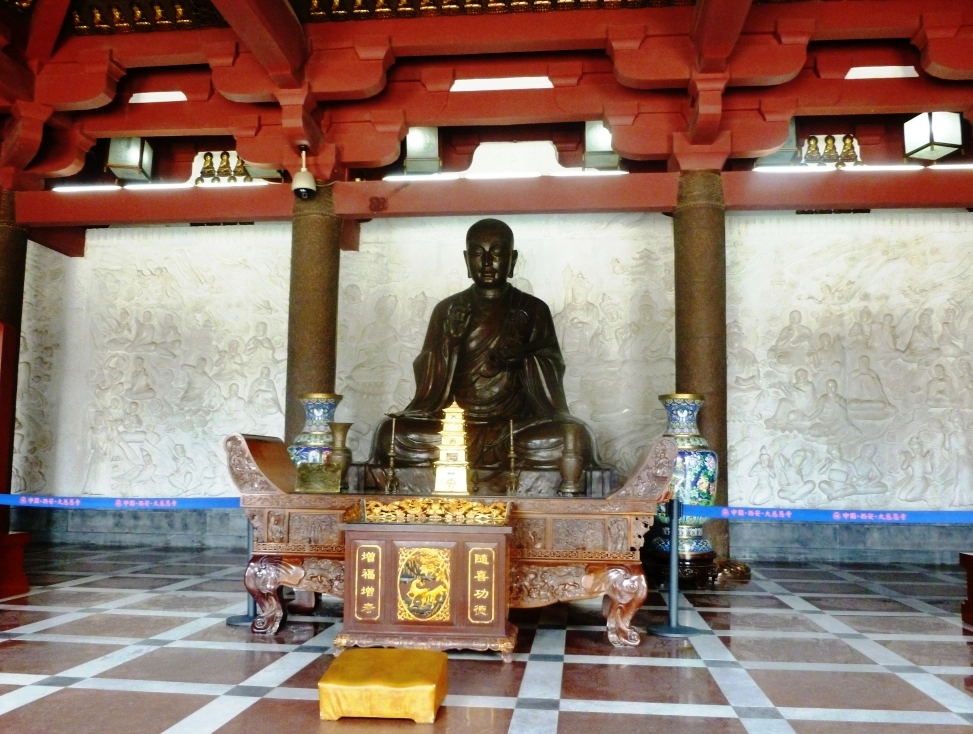
Hszuan-cang szobra az Óriás Vadliba pagodában, Hszian, Kína

Az indiai jógácsára szövegek először az 5. században érték el Kínát. Ezek között volt Gunabhadra négy füzetes fordítása, a Lankávatára-szútra, amely fontossá vált később a csan buddhizmus számára. A 6. században egy Paramártha nevű indiai szerzetes és fordító terjesztette Kínában a jógácsára tanításokat. A kelet-ázsiai jógácsára legfontosabb alapítójának mégis Hszüan-cangot tartják, aki 33 éves korában Indiába utazott, hogy azután bő tíz évig tanulmányozza a buddhista tanokat híres mesterek segítségével, és fontos szövegeket ültessen át kínai nyelvre. Hszüan-cang tanítója volt például a Nálanda Egyetem tanára, a 106 éves Sílabhadra. Hosszú útjáról 657 buddhista szöveggel tért haza Hszüan-cang, köztük a legfontosabb jógácsára szövegekkel, úgy mint a Jógácsárabhúmi-sásztra. A fordításokhoz ezután állami támogatást is kapott.
Ekkor állította össze a "Példázat a csak-tudat tökéletességéről" című művét (Cseng Veisi Lun). Hszüan-cang támogatta a Maitréja bódhiszattva felé mutatott meditációs gyakorlatokat is.

### A jógácsára Tibetben

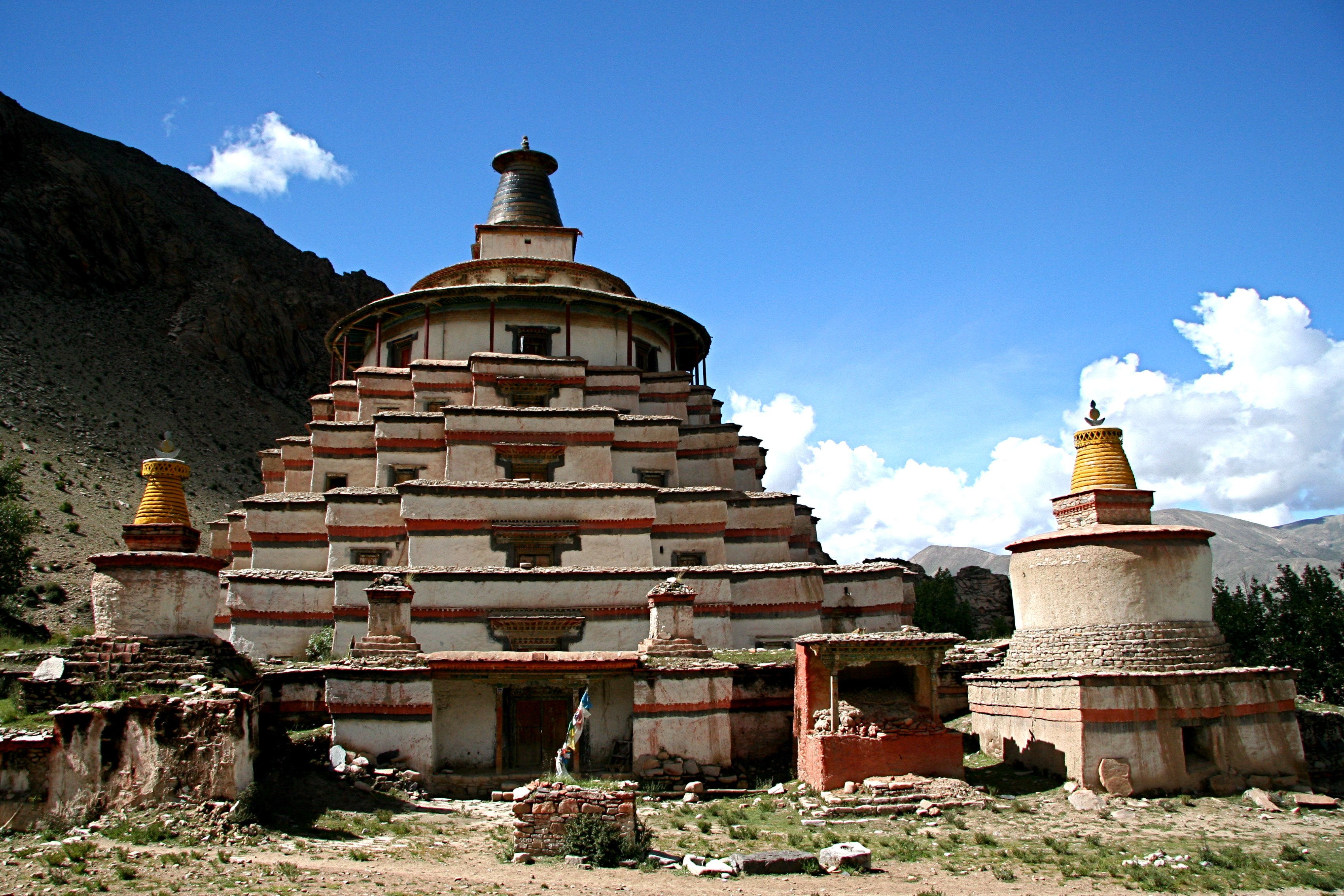
Sztúpa Csomonangnál (Ü-Cang, Lhace város, Tibet) – 2007.

A jógácsára legelőször Sántaraksita majd Atísa révén került Tibetbe. A nyingmapa is használta a jógácsára szakkifejezéseit (bár nézeteit nem) a végtelen jelenségek jellemzésében (tibeti: རྣམ་གྲངས་མ་ཡིན་པའི་དོན་དམ་, wylie: rnam-grangs ma-yin-pa’i don-dam), amely Dzogcsen (tibeti: རྫོགས་ཆེན་, wylie: rdzogs chen) gyakorlatok végpontja.  Emiatt a jógácsára a tibeti buddhizmus szerves részét képezi.
Annak ellenére, hogy Congkapa (akinek a reformjait tekintik a későbbi gelug iskola kezdetének) karrierje elején támogatta a jógácsára nézeteit (főleg a nyolcfajta tudatosság létezését és működését illetően), a későbbi gelug nézet szerint a jógácsára különbözik a madhjamaka logikától a buddhista két igazság tanait illetően.